# Diospyros nummulariifolia
Espèce
Statut de conservation UICN

 EN B1+2c : En danger
Diospyros nummulariifolia est une espèce de plantes à fleurs de la famille des Ebenaceae.

## Publication originale
- Ceylon Journal of Science, Biological Sciences 12: 102. 1977.